# Тобин, Женевьева
Женевьева Тобин (англ. Genevieve Tobin; 29 ноября 1899 — 21 июля 1995) — американская актриса.

## Биография
Тобин дебютировала в кино в 1910 году в фильме «Хижина дяди Тома», в роли Евы. Ребёнком она появилась ещё в нескольких фильмах вместе с сестрой Вивиан. Их брат, Джордж, также был актёром. После получения образования в Париже, вернулась в Нью-Йорк, где продолжила выступать на сцене. Чаще всего выступала в комедиях. Также сыграла роль Корнелии в бродвейской постановке «Короля Лира» в 1923 году. Популярные с аудиторией, её часто высокую оценку критиков за её появление и стиля, а не за её талант, однако в 1929 году она достигла значительных успехов в пьесе «Пятьдесят миллионов французов». Она представила и популяризировала песню Коула Портера «You Do Something to Me» и успех роли привёл её обратно в Голливуд, где она регулярно выступала в комедийных фильмах с начала 1930-х годов.
Она играла видные роли второго плана вместе с такими исполнителями, как Джанет Макдональд, Нельсон Эдди, Кэри Грантом, Барбара Стэнвик, Клодетт Кольбер, Джоан Блонделл и Кэй Фрэнсис, но иногда играла главные роли, в таких фильмах, как «Golden Harvest» (1933) и «Легко любить» (1934). Она играла секретаря Перри Мейсона (Уоррен Уильям) Деллу Стрит в фильме «Дело о счастливых ножках» (1935). Одной из самых успешных её ролей была скучающая домохозяйка в драме «Окаменелый лес» (1936) с Лесли Говардом, Бетт Дейвис и Хэмфри Богартом.
Она вышла замуж за режиссёра Уильяма Кейли в 1938 году и после этого снялась лишь в нескольких фильмах. Её последним фильмом перед завершением карьеры стал «Не время для комедии» (1940) с Джеймсом Стюартом и Розалинд Расселл.

## Избранная фильмография
| Год  |   | Русское название         | Оригинальное название      | Роль         |
| ---- | - | ------------------------ | -------------------------- | ------------ |
| 1932 | ф | Один час с тобой         | One Hour with You          | Митци Оливье |
| 1933 | ф | Адская машина            | Infernal Machine           |              |
| 1935 | ф |                          | Broadway Hostess           |              |
| 1935 | ф | Дело о счастливых ножках | The Case of the Lucky Legs | Делла Стрит  |
| 1935 | ф | Женщина в красном        | The Woman in Red           |              |
| 1936 | ф | Человек в зеркале        | Man in the Mirror          |              |
| 1938 | ф |                          | Kate Plus Ten              |              |